# Davies Bay
Die Davies Bay ist eine Bucht von etwa 15 km Durchmesser an der Oates-Küste des ostantarktischen Viktorialands. Sie liegt zwischen dem Drake Head und Kap Kinsey. 
Entdeckt wurde sie von Leutnant Harry Lewin Lee Pennell, Schiffsführer der Terra Nova während der gleichnamigen Antarktisexpedition (1910–1913) unter der Leitung des britischen Polarforschers Robert Falcon Scott. Benannt ist die Bucht nach Francis Edward Charles Davies (1885–1952), Schiffszimmermann der Terra Nova.